# Лауреати Державної премії України в галузі освіти (2018)
На підставі подання Комітету з Державної премії України в галузі освіти  Президент України Порошенко Петро Олексійович видав Указ № 301/2018 від 4 жовтня 2018 року «Про присудження Державних премій України в галузі освіти 2018 року».
На 2018 рік розмір Державної премії України в галузі освіти склав 100 тис. гривень кожна.

## Лауреати Державної премії України в галузі освіти 2018 року
| Номінація: премійована робота | Лауреати                             | Коротко про лауреата |
| --- | ------------------------------------ | --- |
| Дошкільна і позашкільна освіта: за комплексну науково-прикладну роботу "Освітня технологія "Радість розвитку" - партнерська взаємодія дорослих та дітей"                                                                                  | Ладивір Світлана Олексіївна          | кандидат психологічних наук, старший науковий співробітник, заслужений працівник освіти України, науковий кореспондент лабораторії психології дошкільника Інституту психології імені Г.С. Костюка Національної академії педагогічних наук України |
| Дошкільна і позашкільна освіта: за комплексну науково-прикладну роботу "Освітня технологія "Радість розвитку" - партнерська взаємодія дорослих та дітей"                                                                                  | Піроженко Тамара Олександрівна       | доктор психологічних наук, професор, завідувач лабораторії психології дошкільника Інституту психології імені Г.С. Костюка Національної академії педагогічних наук України |
| Дошкільна і позашкільна освіта: за комплексну науково-прикладну роботу "Освітня технологія "Радість розвитку" - партнерська взаємодія дорослих та дітей"                                                                                  | Хартман Олена Юріївна                | кандидат психологічних наук, старший науковий співробітник лабораторії психології дошкільника Інституту психології імені Г.С. Костюка Національної академії педагогічних наук України |
| Загальна середня освіта: за роботу "Науково-методичні засади та освітні технології розвитку ключових компетентностей в авторській школі "Акмеологічний ліцей"                                                                             | Голденбург Яків Михайлович           | заслужений вчитель України, учитель історії Українського гуманітарного ліцею Київського національного університету імені Тараса Шевченка |
| Загальна середня освіта: за роботу "Науково-методичні засади та освітні технології розвитку ключових компетентностей в авторській школі "Акмеологічний ліцей"                                                                             | Нестеренко Наталія Василівна         | учитель української мови, заступник директора з виховної роботи Українського гуманітарного ліцею Київського національного університету імені Тараса Шевченка |
| Загальна середня освіта: за роботу "Науково-методичні засади та освітні технології розвитку ключових компетентностей в авторській школі "Акмеологічний ліцей"                                                                             | Сазоненко Ганна Стефанівна           | кандидат педагогічних наук, народний вчитель України, директор Українського гуманітарного ліцею Київського національного університету імені Тараса Шевченка |
| Загальна середня освіта: за роботу "Науково-методичні засади та освітні технології розвитку ключових компетентностей в авторській школі "Акмеологічний ліцей"                                                                             | Скорофатова Анна Олександрівна       | кандидат філологічних наук, доцент, учитель зарубіжної та української літератури Українського гуманітарного ліцею Київського національного університету імені Тараса Шевченка |
| Професійно-технічна освіта: за роботу "Розробка та впровадження інноваційних технологій навчання для підготовки кваліфікованих робітничих кадрів за професією "Зварник"                                                                   | Високолян Микола Васильович          | заступник головного зварника публічного акціонерного товариства "Крюківський вагонобудівний завод", м. Кременчук, викладач Вищого професійного училища № 7 м. Кременчук Полтавської області |
| Професійно-технічна освіта: за роботу "Розробка та впровадження інноваційних технологій навчання для підготовки кваліфікованих робітничих кадрів за професією "Зварник"                                                                   | Загірняк Михайло Васильович          | доктор технічних наук, професор, ректор Кременчуцького національного університету імені Михайла Остроградського |
| Професійно-технічна освіта: за роботу "Розробка та впровадження інноваційних технологій навчання для підготовки кваліфікованих робітничих кадрів за професією "Зварник"                                                                   | Кабаченко Ірина Григорівна           | викладач Вищого професійного училища № 7 м. Кременчук Полтавської області |
| Професійно-технічна освіта: за роботу "Розробка та впровадження інноваційних технологій навчання для підготовки кваліфікованих робітничих кадрів за професією "Зварник"                                                                   | Несен Микола Григорович              | директор Вищого професійного училища № 7 м. Кременчук Полтавської області, заслужений працівник освіти України |
| Професійно-технічна освіта: за роботу "Розробка та впровадження інноваційних технологій навчання для підготовки кваліфікованих робітничих кадрів за професією "Зварник"                                                                   | Попов Олександр Миколайович          | старший майстер Вищого професійного училища № 7 м. Кременчук Полтавської області |
| Професійно-технічна освіта: за роботу "Розробка та впровадження інноваційних технологій навчання для підготовки кваліфікованих робітничих кадрів за професією "Зварник"                                                                   | Проценко Петро Прокопович            | кандидат технічних наук, директор Державного підприємства "Міжгалузевий учбово-атестаційний центр інституту електрозварювання імені Є.О. Патона Національної академії наук України" |
| Професійно-технічна освіта: за роботу "Розробка та впровадження інноваційних технологій навчання для підготовки кваліфікованих робітничих кадрів за професією "Зварник"                                                                   | Сергієнко Сергій Анатолійович        | кандидат технічних наук, доцент, проректор з науково-педагогічної роботи та новітніх технологій в освіті Кременчуцького національного університету імені Михайла Остроградського |
| Професійно-технічна освіта: за роботу "Розробка та впровадження інноваційних технологій навчання для підготовки кваліфікованих робітничих кадрів за професією "Зварник"                                                                   | Чвертко Євгенія Петрівна             | кандидат технічних наук, доцент зварювального факультету Національного технічного університету України "Київський політехнічний інститут імені Ігоря Сікорського" |
| Професійно-технічна освіта: за роботу "Розробка та впровадження інноваційних технологій навчання для підготовки кваліфікованих робітничих кадрів за професією "Зварник"                                                                   | Чорний Андрій В’ячеславович          | кандидат технічних наук, доцент зварювального факультету Національного технічного університету України "Київський політехнічний інститут імені Ігоря Сікорського" |
| Професійно-технічна освіта: за роботу "Розробка та впровадження інноваційних технологій навчання для підготовки кваліфікованих робітничих кадрів за професією "Зварник"                                                                   | Чорний Олексій Петрович              | доктор технічних наук, професор, директор Навчально-наукового інституту електромеханіки, енергозбереження і систем управління Кременчуцького національного університету імені Михайла Остроградського |
| Вища освіта: за "Навчально-методичний комплекс "Класичні та сучасні методи обчислювальної та прикладної математики" | Анісімов Анатолій Васильович         | доктор фізико-математичних наук, професор, член-кореспондент Національної академії наук України, декан факультету комп'ютерних наук та кібернетики Київського національного університету імені Тараса Шевченка |
| Вища освіта: за "Навчально-методичний комплекс "Класичні та сучасні методи обчислювальної та прикладної математики" | Задирака Валерій Костянтинович       | доктор фізико-математичних наук, професор, академік Національної академії наук України, завідувач відділу Інституту кібернетики імені В.М. Глушкова Національної академії наук України |
| Вища освіта: за "Навчально-методичний комплекс "Класичні та сучасні методи обчислювальної та прикладної математики" | Зуб Станіслав Сергійович             | доктор фізико-математичних наук, старший науковий співробітник науково-дослідної лабораторії обчислювальних методів у механіці суцільних середовищ факультету комп'ютерних наук та кібернетики Київського національного університету імені Тараса Шевченка |
| Вища освіта: за "Навчально-методичний комплекс "Класичні та сучасні методи обчислювальної та прикладної математики" | Клюшин Дмитро Анатолійович           | доктор фізико-математичних наук, професор кафедри обчислювальної математики факультету комп'ютерних наук та кібернетики Київського національного університету імені Тараса Шевченка |
| Вища освіта: за "Навчально-методичний комплекс "Класичні та сучасні методи обчислювальної та прикладної математики" | Ляшко Сергій Іванович                | доктор фізико-математичних наук, професор, член-кореспондент Національної академії наук України, завідувач кафедри обчислювальної математики факультету комп'ютерних наук та кібернетики Київського національного університету імені Тараса Шевченка |
| Вища освіта: за "Навчально-методичний комплекс "Класичні та сучасні методи обчислювальної та прикладної математики" | Семенов Володимир Вікторович         | доктор фізико-математичних наук, професор кафедри обчислювальної математики факультету комп'ютерних наук та кібернетики Київського національного університету імені Тараса Шевченка |
| Вища освіта: за "Навчально-методичний комплекс "Класичні та сучасні методи обчислювальної та прикладної математики" | Сергієнко Іван Васильович (академік) | доктор фізико-математичних наук, професор, академік Національної академії наук України, директор Інституту кібернетики імені В.М. Глушкова Національної академії наук України |
| Вища освіта: за "Навчально-методичний комплекс "Класичні та сучасні методи обчислювальної та прикладної математики" | Хіміч Олександр Миколайович          | доктор фізико-математичних наук, професор, член-кореспондент Національної академії наук України,, заступник директора Інституту кібернетики імені В.М. Глушкова Національної академії наук України |
| Вища освіта: за "Навчально-методичний комплекс "Класичні та сучасні методи обчислювальної та прикладної математики" | Чикрій Аркадій Олексійович           | доктор фізико-математичних наук, професор, академік Національної академії наук України, завідувач відділу Інституту кібернетики імені В.М. Глушкова Національної академії наук України |
| Вища освіта: за "Навчально-методичний комплекс "Класичні та сучасні методи обчислювальної та прикладної математики" | Шкільняк Степан Степанович           | доктор фізико-математичних наук, професор кафедри теорії та технології програмування факультету комп'ютерних наук та кібернетики Київського національного університету імені Тараса Шевченка |
| Наукові досягнення в галузі освіти: за роботу "Реформування військово-медичної освіти України: теоретико-методологічне обґрунтування і практичне впровадження системи підготовки медичних фахівців для сил оборони та медицини катастроф" | Бадюк Михайло Іванович               | доктор медичних наук, професор, начальник кафедри організації медичного забезпечення збройних сил Української військово-медичної академії |
| Наукові досягнення в галузі освіти: за роботу "Реформування військово-медичної освіти України: теоретико-методологічне обґрунтування і практичне впровадження системи підготовки медичних фахівців для сил оборони та медицини катастроф" | Білий Володимир Якович               | доктор медичних наук, професор, професор кафедри військової хірургії Української військово-медичної академії |
| Наукові досягнення в галузі освіти: за роботу "Реформування військово-медичної освіти України: теоретико-методологічне обґрунтування і практичне впровадження системи підготовки медичних фахівців для сил оборони та медицини катастроф" | Галушка Андрій Миколайович           | доктор медичних наук, старший науковий співробітник, начальник Науково-дослідного інституту проблем військової медицини Української військово-медичної академії |
| Наукові досягнення в галузі освіти: за роботу "Реформування військово-медичної освіти України: теоретико-методологічне обґрунтування і практичне впровадження системи підготовки медичних фахівців для сил оборони та медицини катастроф" | Гудима Арсен Арсенович               | доктор медичних наук, професор, завідувач кафедри медицини катастроф та військової медицини Державного вищого навчального закладу "Тернопільський державний медичний університет імені І.Я. Горбачевського Міністерства охорони здоров'я України" |
| Наукові досягнення в галузі освіти: за роботу "Реформування військово-медичної освіти України: теоретико-методологічне обґрунтування і практичне впровадження системи підготовки медичних фахівців для сил оборони та медицини катастроф" | Заруцький Ярослав Леонідович         | доктор медичних наук, професор, начальник кафедри військової хірургії Української військово-медичної академії |
| Наукові досягнення в галузі освіти: за роботу "Реформування військово-медичної освіти України: теоретико-методологічне обґрунтування і практичне впровадження системи підготовки медичних фахівців для сил оборони та медицини катастроф" | Лазоришинець Василь Васильович       | доктор медичних наук, професор, академік Національної академії медичних наук України, директор Державної установи "Національний інститут серцево-судинної хірургії імені М.М. Амосова НАМН України", завідувач кафедри хірургії серця та магістральних судин Національної медичної академії післядипломної освіти імені П.Л. Шупика                                     |
| Наукові досягнення в галузі освіти: за роботу "Реформування військово-медичної освіти України: теоретико-методологічне обґрунтування і практичне впровадження системи підготовки медичних фахівців для сил оборони та медицини катастроф" | Лурін Ігор Анатолійович              | доктор медичних наук, член-кореспондент Національної академії медичних наук України, заступник Керівника Головного департаменту з питань гуманітарної політики - керівник департаменту Адміністрації Президента України, професор кафедри військової хірургії Української військово-медичної академії                                                                   |
| Наукові досягнення в галузі освіти: за роботу "Реформування військово-медичної освіти України: теоретико-методологічне обґрунтування і практичне впровадження системи підготовки медичних фахівців для сил оборони та медицини катастроф" | Рощін Георгій Георгійович            | доктор медичних наук, професор, завідувач кафедри медицини катастроф та військово-медичної підготовки Національної медичної академії післядипломної освіти імені П.Л. Шупика |
| Наукові досягнення в галузі освіти: за роботу "Реформування військово-медичної освіти України: теоретико-методологічне обґрунтування і практичне впровадження системи підготовки медичних фахівців для сил оборони та медицини катастроф" | Савицький Валерій Леонідович         | доктор медичних наук, професор, начальник Української військово-медичної академії |
| Наукові досягнення в галузі освіти: за роботу "Реформування військово-медичної освіти України: теоретико-методологічне обґрунтування і практичне впровадження системи підготовки медичних фахівців для сил оборони та медицини катастроф" | Усенко Олександр Юрійович            | доктор медичних наук, професор, член-кореспондент Національної академії медичних наук України,, директор Державної установи "Національний інститут хірургії та трансплантології імені О.О. Шалімова" Національної академії медичних наук України, завідувач кафедри хірургії та трансплантології Національної медичної академії післядипломної освіти імені П.Л. Шупика |